# Englevale
Englevale – jednostka osadnicza w Stanach Zjednoczonych, w stanie Dakota Północna, w hrabstwie Ransom.